# Dulwich Picture Gallery
Die Dulwich Picture Gallery ist eine Gemäldegalerie in Dulwich, London Borough of Southwark, die 1817 eröffnet wurde. Das von Sir John Soane entworfene Galeriegebäude ist der erste Zweckbau weltweit, der direkt als Museum konzipiert und gebaut wurde.

## Sammlungsgeschichte

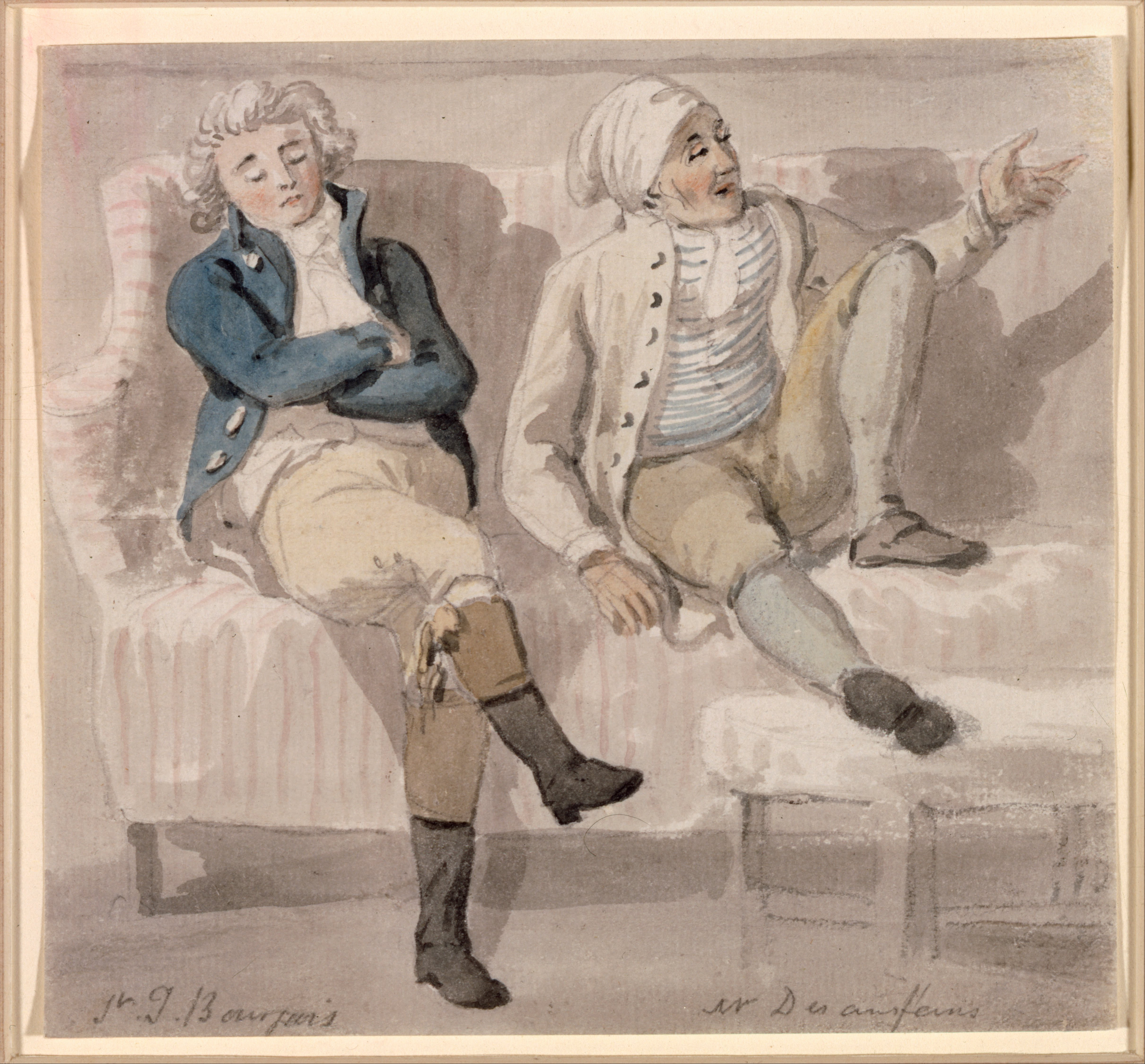
Francis Bourgeois und Noël Desenfans

1790 beauftragte der polnische König Stanislaus II. August Poniatowski die beiden in London ansässigen Kunsthändler Francis Bourgeois (1753–1811) und Noël Desenfans (1745–1807) mit der Zusammenstellung einer königlichen Sammlung. Die beiden reisten fünf Jahre durch Europa und kauften eine exquisite Sammlung von 180 Gemälden zusammen. Ihr Auftraggeber übernahm und bezahlte die Kollektion jedoch nicht mehr, nachdem er 1795 infolge der Dritten Polnischen Teilung als König Polens abgedankt hatte. Bourgeois und Desenfans versuchten vergeblich, die Sammlung zu verkaufen. Sie boten sie u. a. dem Zaren von Russland und der Britischen Regierung an, aber ein Verkauf kam nicht zustande. Nach dem Tode von Desenfans 1807 wurde Bourgeois Alleinbesitzer der Sammlung und vermachte sie testamentarisch dem Dulwich College zu Studienzwecken verbunden mit der Auflage, ein angemessenes Gebäude dafür zu errichten, für das er £10.000 stiftete.
Die Sammlung von Bourgois und Desenfans stellt auch heute noch den wichtigsten Bestand des Museums dar, obwohl weitere Schenkungen und Erwerbungen hinzukamen. Schwerpunkt der Gemäldegalerie ist die europäische Kunst des 17. und 18. Jahrhunderts (darunter allein drei Gemälde von Rembrandt.)

## Der Museumsbau

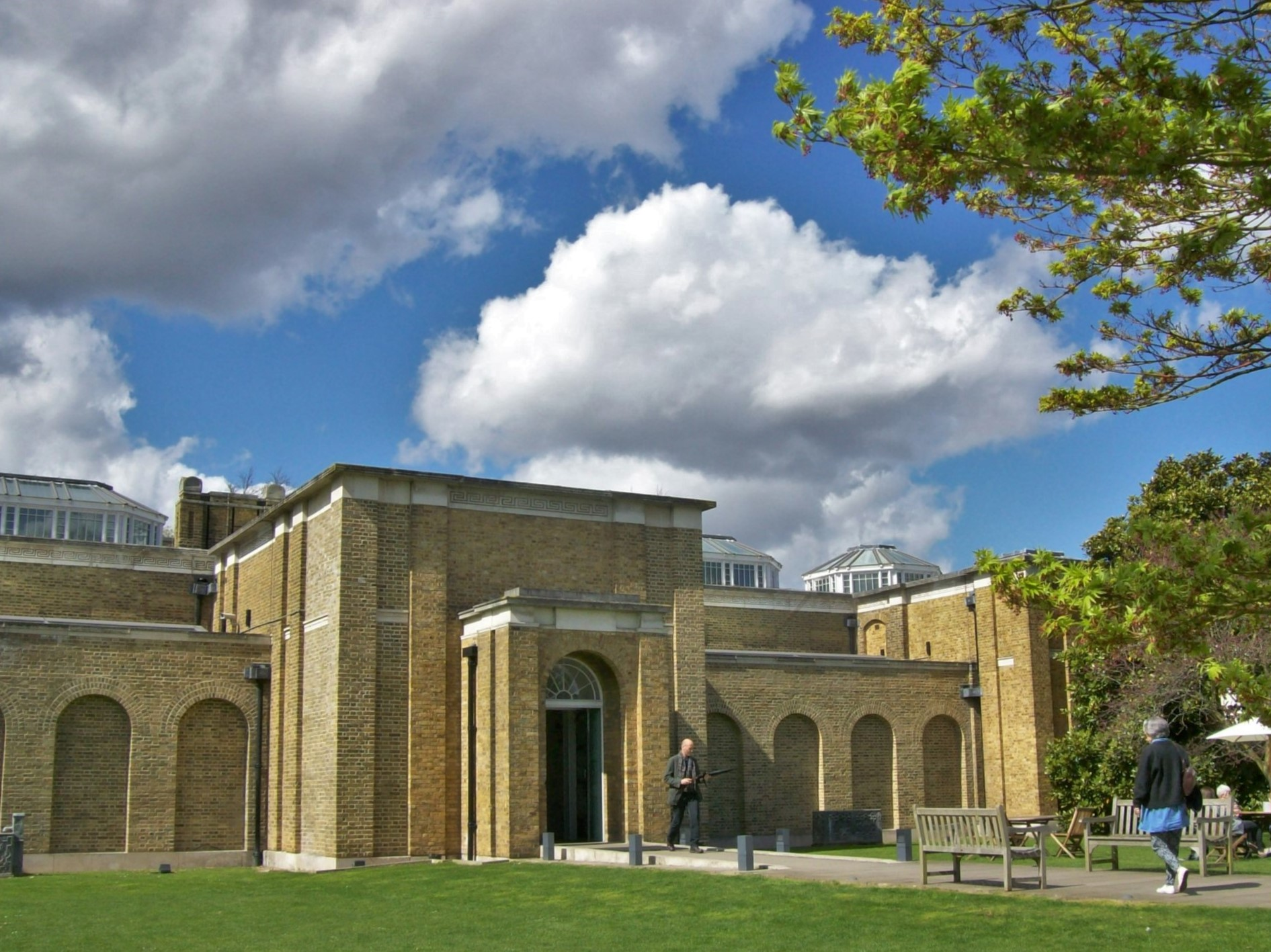
Dulwich Picture Gallery, Haupteingang

Unterstützt von Desenfans‘ Witwe Margaret (gest. 1814), die weitere finanzielle Mittel beisteuerte, entwarf der englische Architekt Sir John Soane (1753–1837) einen schlichten klassizistischen Bau mit Oberlichtern. Auf der Mittelachse des Gebäudes befindet sich in einem Anbau, der als Zentralbau gestaltet ist, ein Mausoleum, in dem sich die Sarkophage der drei Gründer des Museums, Francis Bourgeois sowie Noël und Margaret Desenfans befinden. Soanes architektonische Lösung wurde Wegbereiter der Galeriearchitektur.
Das Gebäude wurde 1944 durch deutsche Bombenangriffe stark in Mitleidenschaft und nach dem Krieg restauriert. 1953 erfolgte die Wiedereröffnung. 1999 entwarf der anglo-amerikanische Architekt Rick Mather, geb. 1937, einen modernen Anbau, in dem ein Café, museumspädagogische Räume, ein Vorlesungsraum und ein neuer Eingang zur Kasse integriert wurden.